# Franz Danzi
Franz Danzi (Schwetzingen, 15 de juny de 1763 - Karlsruhe, 13 d'abril de 1826) fou un compositor, director i violoncel·lista alemany.
Va rebre les primeres lliçons del seu pare, primer violoncel·lista de la capella de l'elector palatí, i malgrat que en el successiu no tingué cap més mestre, arribà a posseir perfectament el seu art, mercès a l'ambient en què s'educà. Va escriure la seva primera òpera als setze anys, i el 1790 es casà amb la cantant Margarida Marchand, amb la que va recórrer per Alemanya i Itàlia, i en retornar el 1797, fou nomenat segon director de la capella electoral, morint la seva esposa dos anys més tard.
Danzi experimentà tal pesar, que durant molts anys no va poder dedicar-se a les seves ocupacions favorites, fins que el 1807 fou nomenat director de la capella del rei de Württemberg, on entre altres alumnes donà lliçons a Boherer, Franz Xaver Loehle, aquest càrrec també el desenvolupà més tard a Karlsruhe.
A més de nombroses composicions religioses, orquestrals, instrumentals i vocals, va escriure les òperes: Cleopatra, (Mannheim, 1771), «Azakia» (Múnic, 1780), «Das Triumph der True», Der Sylphe», «Die Mitternacht Stunde», «Der Kuss» (1799), «Der Quasimann», «Elbondokani» i «Ifigenia in Aulida» (Múnic, 1806).